# Optimum climatique de l'Éocène
Ne doit pas être confondu avec Maximum thermique du passage Paléocène-Éocène.
Pour les articles homonymes, voir Optimum climatique.
L’optimum climatique de l’Éocène correspond à l’épisode climatique le plus chaud de l’ère du Cénozoïque et l'un des plus chauds des temps géologiques.

## Présentation

Température globale moyenne au cours des 540 derniers millions d'années.

Cet événement climatique culmine durant l’Éocène inférieur il y a entre environ 54 et 49 millions d’années (Ma). Durant cet intervalle, la Terre retrouve des températures extrêmes similaires à celles du bref événement hyperthermique intervenu 2 Ma plus tôt, lors du maximum thermique au passage du Paléocène à l'Éocène (PETM).
L’époque de l’Éocène montre une grande variabilité de conditions climatiques avec cependant une nette prédominance de climats chauds à l’échelle du globe. 
Les variations de la composition isotopique de l’oxygène (δ18O / 16O) et du carbone (δ12C / 13C) des carbonates constituant les coquilles des foraminifères marins permettent d’évaluer l’importance de ces variations de températures de l’océan.
Après le PETM qui marque le début de l’Éocène, le dioxyde de carbone (CO2) émis est massivement séquestré sur une durée assez courte à l’échelle géologique (de l’ordre de 100 000 à 150 000 ans) grâce à :
- l’activité biologique très intense, favorisée par les températures élevées, dans les eaux superficielles des océans comme sur les continents. La matière organique est ensuite transportée dans les océans et déposée dans les zones océaniques plus profondes les eaux où elle est enfouie par sédimentation. Ceci conduit au piégeage du CO2 par « pompage biologique »[2] ;
- l’importante altération des silicates sur les continents qui accélère la fixation du CO2.

Les températures redescendent à leur niveau antérieur au PETM avant de remonter progressivement pour se maintenir pendant au moins 5 Ma à un niveau très élevé appelé l’optimum climatique de l’Éocène (voir graphique ci-contre).
Cet optimum est caractérisé par des températures moyennes de l’océan Antarctique supérieures d'environ 12 °C à la moyenne mondiale des températures enregistrées entre 1960 et 1990. De plus, les contrastes entre températures de surface et de fond de mer sont faibles.
Les saisons sont peu contrastées et les forêts tropicales remontent au-delà de 50° de latitude dans les deux hémisphères.